# Topolino - Minni in "Casablanca"
Topolino - Minni in "Casablanca" è una storia a fumetti realizzata da Giorgio Cavazzano; è una parodia del film Casablanca con i personaggi della Disney al posto degli attori del film. La storia è ritenuta una dei capolavori dell'autore, considerato uno dei principali disegnatori della scuola Disney italiana.

## Storia editoriale
La storia venne pubblicata in Italia nel 1987 dalla Mondadori su Topolino; venne successivamente ristampata sia in albi antologici che in volumi dedicati, in Italia e all'estero.

## Trama
La storia riprende le principali vicende narrate nel film, concentrandosi sulle sue scene più famose come quella dove il protagonista Topolino/Mick chiede al pianista Pippo/Sam di suonare il solito pezzo, citazione di una delle battute più famose del film ("Suonala ancora, Sam"). Durante la seconda guerra mondiale, Mick (Topolino) gestisce nel Marocco francese posto sotto il controllo dello Stato della Zirconia (parodia della Germania nazista) che ha invaso la Francia, un locale, il “Mickey’s Café Americain”; qui molti cercano di recuperare visti illegali per emigrare in America. In città arriva anche la cantante Minni assieme all'agente Orazio, ma ad ostacolarli ci pensa Pietro Gambadilegno, qui nelle vesti di un generale zirconiano.